# 강하 고창제 및 일괄유물
강하 고창제 및 일괄유물은 대한민국 경기도 양평군 강하면 성덕리에 있다. 2009년 3월 6일 양평군의 향토유적 제43호로 지정되었다.

## 개요
강하 고창제는 기타 지역의 돌탑신앙과 전혀 다른 양상을 보이는 귀중한 민속자료이다. 즉, 제의 순서에서도 할아버지당, 할머니당, 첩당 그리고 장승당 등 4당 구조를 가지고 산신제와 도당굿을 마을사람들과 함께 무당이 주도적으로 지냈던 큰 행사였다.